# Opalińskie Buczyny
Opalińskie Buczyny este o arie protejată (sit de importanță comunitară — SCI) din Polonia întinsă pe o suprafață de 355,67 ha, integral pe uscat.

## Localizare
Centrul sitului Opalińskie Buczyny este situat la coordonatele 54°42′23″N 18°04′52″E / 54.7065°N 18.081°E.

## Înființare
Situl Opalińskie Buczyny a fost declarat sit de importanță comunitară în octombrie 2009 pentru a proteja un număr necunoscut de specii din flora spontană și fauna sălbatică aflate în arealul zonei.

## Biodiversitate
Situată în ecoregiunea continentală, aria protejată conține 6 habitate naturale: Păduri de fag Luzulo-Fagetum, Păduri de fag Asperulo-Fagetum, Păduri de stejar sau de stejar și carpen sub-atlantice și medio-europene de Carpinion betuli, Păduri acidofile de stejar bătrân cu Quercus robur pe câmpii nisipoase, Păduri aluvionare cu Alnus glutinosa și Fraxinus excelsior (Alno-Padion, Alnion incanae, Salicion albae), Păduri mixte riverane de Quercus robur, Ulmus laevis și Ulmus minor, Fraxinus excelsior sau Fraxinus angustifolia, de-a lungul marilor râuri (Ulmenion minoris).
La baza desemnării sitului se află un număr nedeclarat de specii protejate.